# 织布机

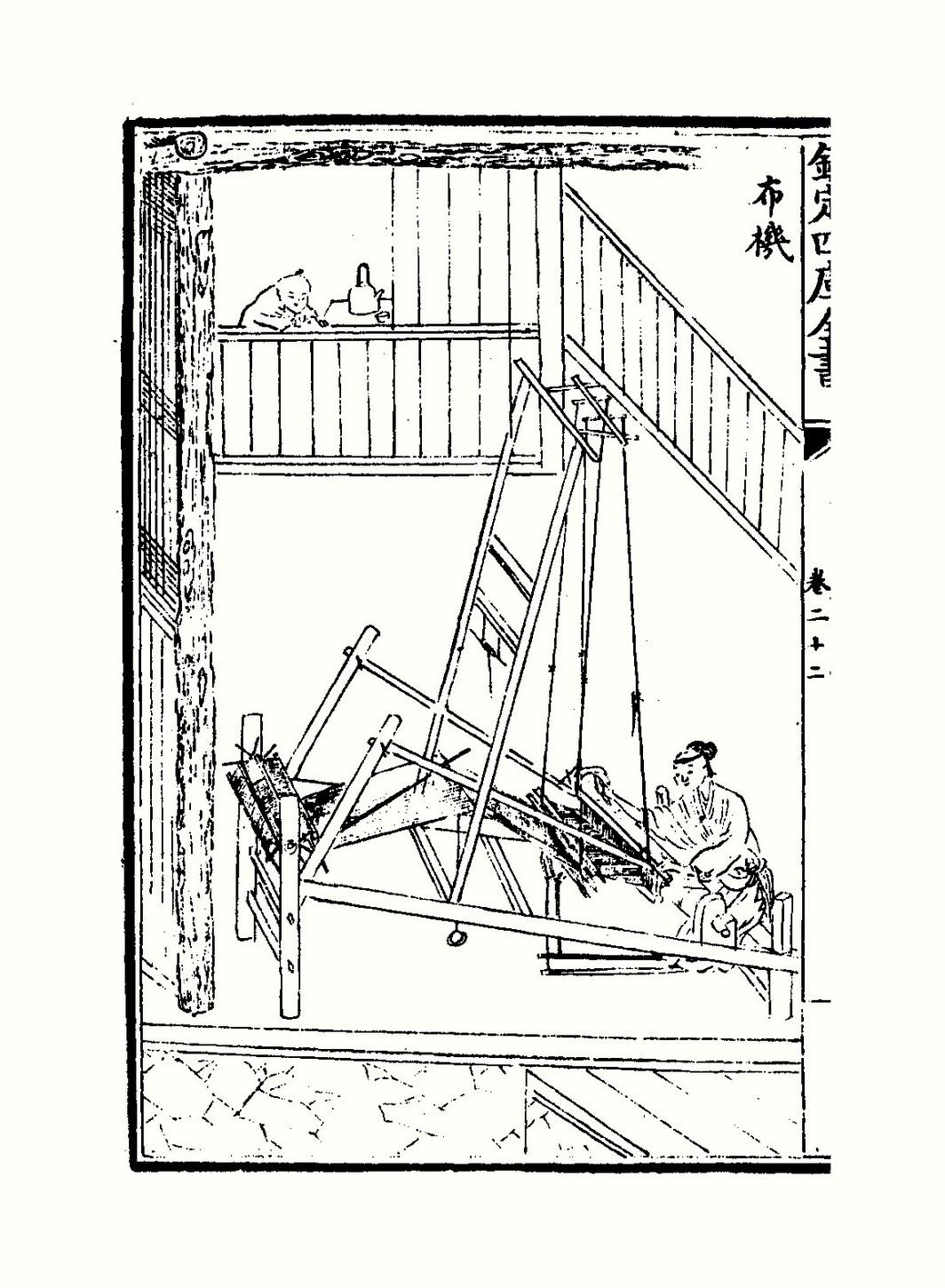
元代《王祯农书》所繪的织布机

织布机，古稱機杼，又称织机、布机，为织造布料的机械。最初的织布机是有梭织布机，后发展出无梭织布机。

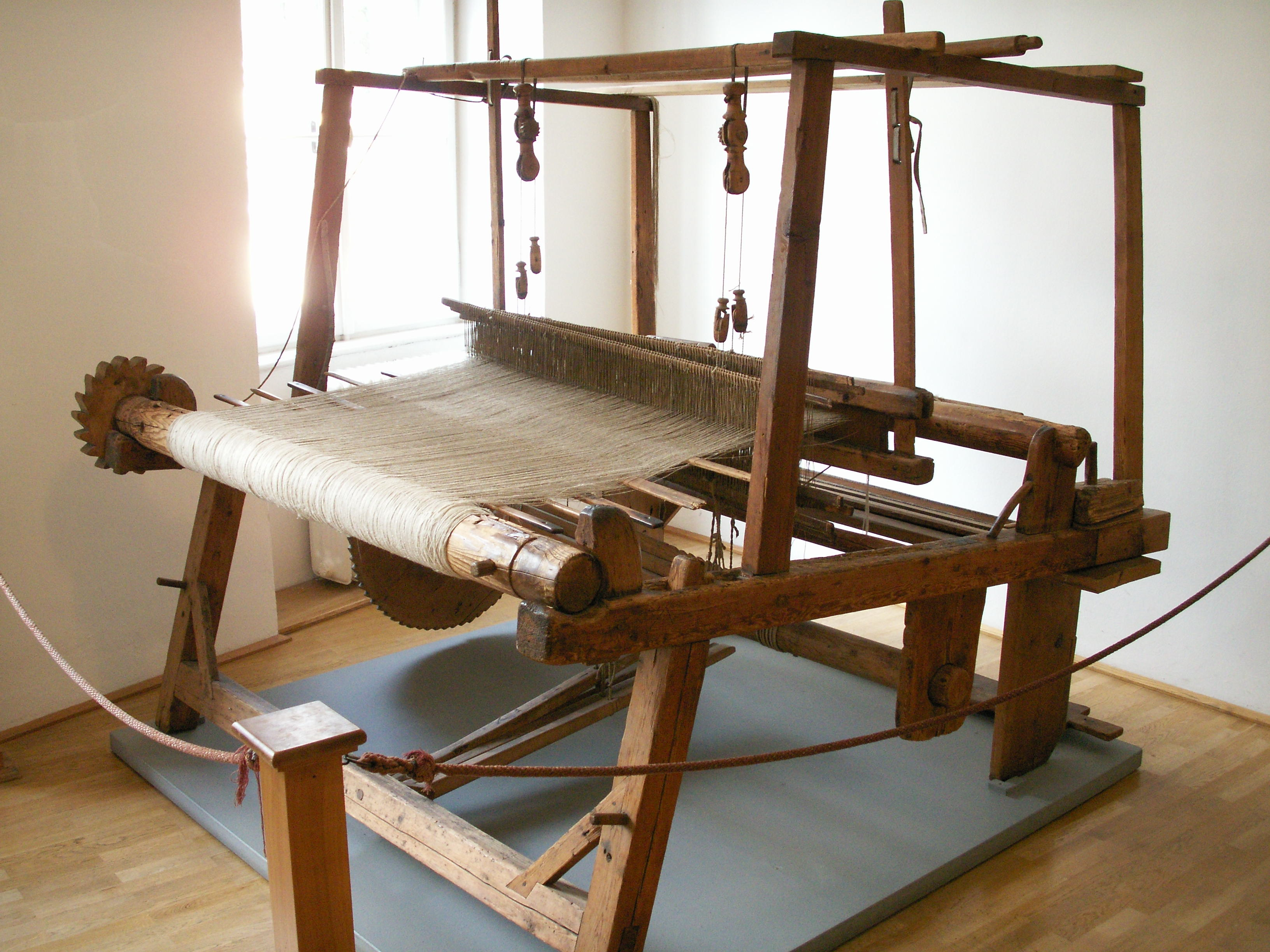
木製织布机
一种脚踏式织布机构造
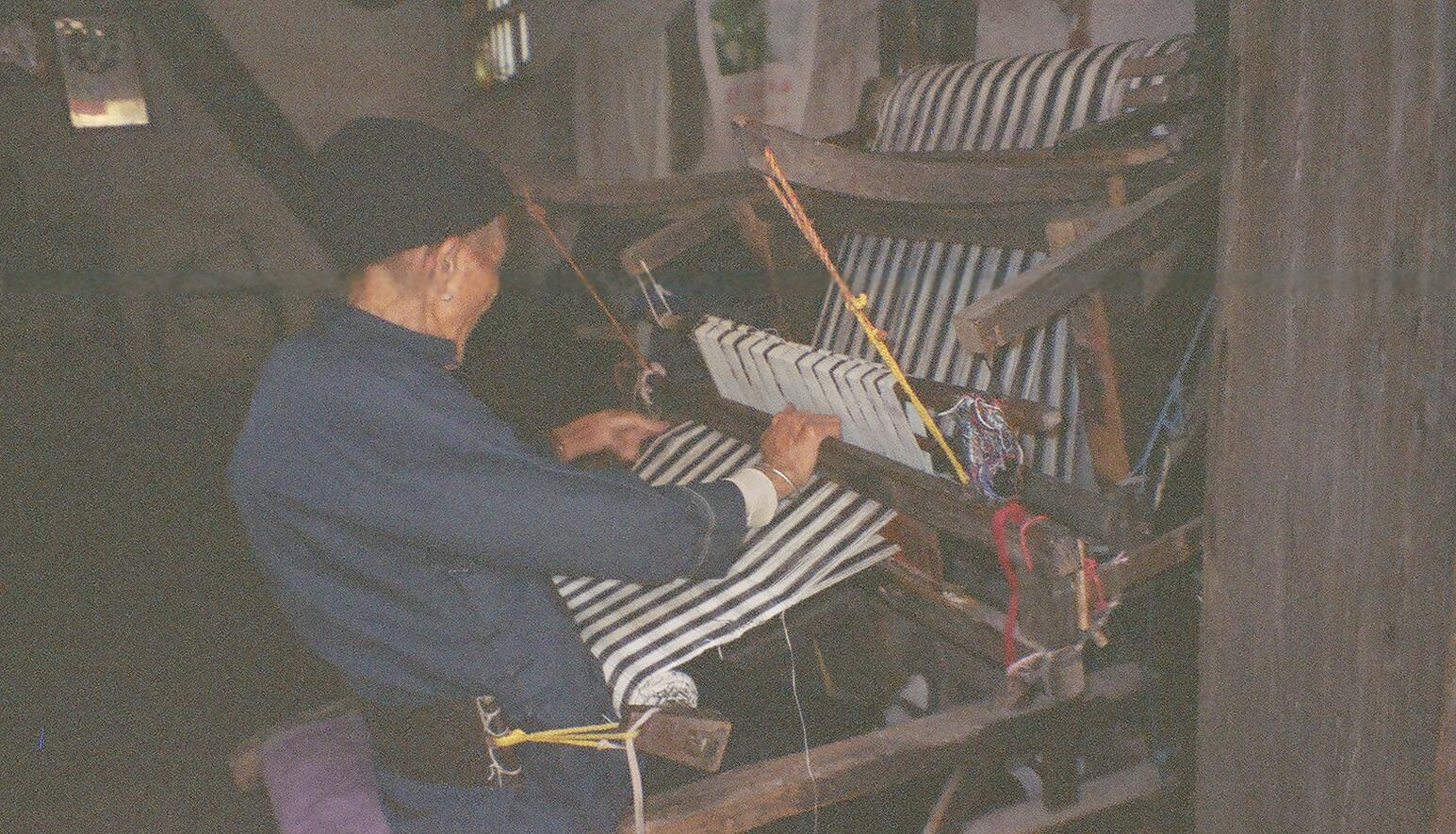
仿古织布机實作

## 相关文献
- Collier, Ann M. . Pergamon Press. 1970: 258. ISBN 0 08 018057 4.
- Crowfoot, Grace. . The Annual of the British School at Athens. 1936–1937, 37: 36–47.
- Marsden, Richard. . George Bell & Sons. 1895: 584  [Feb 2009]. （原始内容存档于2018-06-29）.
- Mass, William.  (PDF). c. 1990  [2013-06-19]. ISSN 0894-6825. （原始内容存档 (PDF)于2012-10-15）. jojojo

1. ↑  《南齊書·卷二六·王敬則傳》：「機杼勤苦，匹裁三百。」
2. ↑  南朝梁·〈木蘭詩〉「不聞機杼聲，唯聞女歎息。」
3. ↑  《魏書·卷八二·祖瑩傳》：「文章須自出機杼，成一家風骨，何能共人同生活也。」
4. ↑  李白贈范金卿〉詩：「犬，千廬機杼鳴。」
5. ↑  王祯农书